# Edgar Fawcett
Pour les articles homonymes, voir Fawcett.
Edgar Fawcett, né le 26 mai 1847 à New York et mort le 2 mai 1904  à Londres, est un romancier et poète américain.

## Œuvres
- (en) Asses' Ears, 1871
- (en) Short Poems for Short People, 1871
- (en) Purple and Fine Linen, 1873
- (en) Ellen Story, 1876
- (en) Fantasy and Passion, 1878
- (en) A False Friend, 1880
- (en) Our First Families, 1880
- (en) A Hopeless Case, 1880
- (en) Sixes and Sevens, 1881
- (en) Americans Abroad, 1881
- (en) A Gentleman of Leisure, 1881
- (en) An Ambitious Woman, 1883
- (en) Adventures of a Widow, 1884
- (en) Tinkling Cymbals, 1884
- (en) Rutherford, 1884
- (en) Song and Story, 1884
- (en) The Adventures of a Widow, 1884
- (en) The Buntling Ball, 1884
- (en) Social Silhouettes, 1885
- (en) The New King Arthur, 1885
- (en) Romance and Revery, 1886
- (en) The House at High Bridge, 1886
- (en) The Earl, 1887
- (en) The House at High Bridge, 1887
- (en) The Confessions of Claud, 1887
- (en) Olivia Delaplaine, 1887
- (en) Divided Lives, 1888
- (en) Douglas Duane, 1888
- (en) A Man's Will, 1888
- (en) Miriam Balestier, 1888
- (en) A Demoralizing Marriage, 1889
- (en) The Evil That Men Do, 1889
- (en) Solarion, 1889
- (en) Agnosticism and Other Essays, 1889
- (en) Blooms and Brambles, 1889
- (en) A Daughter of Silence, 1890
- (en) Fabian Dimitry, 1890
- (en) How a Husband Forgave, 1890
- (en) A New York Family, 1891
- (en) A Romance of Two Brothers, 1891
- (en) Songs of Doubt and Dream, 1891
- (en) Women Must Weep, 1891
- (en) The Adopted Daughter, 1892
- (en) American Push, 1892
- (en) An Heir to Millions, 1892
- (en) Loaded Dice, 1893
- (en) The New Nero, 1893
- (en) Hartmann the Anarchist, 1893
- (en) Her Fair Fame, 1894
- (en) A Martyr of Destiny, 1894
- (en) A Mild Barbarian, 1894
- (en) Outrageous Fortune, 1894
- (en) The Ghost of Guy Thyrle, 1895
- (en) Life's Fitful Fever, 1896
- (en) A Romance of Old New York, 1897
- (en) Two Daughters of One Race, 1897
- (en) New York, 1898
- (en) The Vulgarians, 1903
- (en) Voices and Visions, 1903
- (en) Later Verses, 1903
- (en) An Innocent Anglomaniac, 1904
- (en) The Pride of Intellect, 1904